# Cédric Kahn
Cédric Kahn   (Creis i París, 17 de juny de 1966) és un actor, editor, guionista i director de cinema francès. Ha presentat algunes de les seves pel·lícules en festivals importants, com al de Canes, al de Berlín, al de Venècia i al de Sant Sebastià, i ha obtingut alguns premis com el Jean Vigo, el Louis-Delluc i altres.

## Biografia
Fill d’un pare arquitecte i d’una mare farmacèutica, de petit es va mostrar poc interessat pels estudis tradicionals. En canvi, des de l’adolescència ja va sentir una veritable passió pel cinema. Amb altres companys de l’institut, a Creis, ja feien una emissió de ràdio de crítica de pel·lícules. Un cop obtingut el batxillerat se’n va a París i en pocs anys ja s'obre un camí en el món del cinema, com quan va aconseguir una feina d’assistent del responsable de muntatge Yann Dedet en el film Sous le soleil de Satan del director Maurice Pialat, pel·lícula que obtingué la Palma d’Or al Festival de Canes de 1987. Ell mateix cita amb tendresa el mestratge que va rebre de Maurice Pialat en aquesta ocasió.
Més endavant va treballar a la indústria cinematogràfica com a editor, i posteriorment com a guionista. Després d’haver-se estrenat com a director amb dos curtmetratges, el 1991 va dirigir el seu primer llargmetratge: Bar des rails, seleccionat al Festival de Venècia. Tres anys després va dirigir la seva segona pel·lícula, Trop de bonheur, que fou seleccionada a la Quinzena de Realitzadors del Festival de Canes i va guanyar el premi Jean Vigo. El 1998, va rebre el premi Louis-Delluc per la seva nova pel·lícula L’ennui, basada en la novel·la d’Alberto Moravia. El 2001, el seu film Roberto Succo fou nominat per a la Palma d'Or a la millor pel·lícula del festival de Canes. Tres anys després, la seva pel·lícula Feux rouges (Red Lights) va competir a la Berlinale. El 2009 va presentar Regrets, el 2014 Vie sauvage (Wild life), el 2018 La Prière (el seu actor principal va obtenir l'Ós de plata al millor actor al Festival de Berlin 2018), i el 2019 Fête de famille. El setembre del 2023 presentà dues pel·lícules, totes dues fora de competició: Le procès Goldman al festival de Canes, i Making Of, al festival de Venècia.
A més, com a actor, ha treballat en diverses pel·lícules dirigides entre altres per Elie Wajeman, Joachim Lafosse o Pawel Pawlikowski. En total, el 2023, havia treballat com a actor en un total de 18 pel·lícules o sèries televisives.
En altres terrenys, el 2001 va ser president del jurat a la prova d’accés a la Fémis (Escola nacional francesa del cinema). I el 2002 va donar suport a la campanya presidencial del candidat socialista Lionel Jospin.

## El seu estil de cinema
Quan en una entrevista li preguntaren sobre quina era la seva manera de fer cinema, quina constant hi havia que es mantingués en totes les seves pel·lícules, ell va contestar que respondria en negatiu: «no m’agraden les trampes ni els artificis, no m’agraden els actors «fake», no m’agrada que la llum sigui massa artificial, no m’agrada que el vestuari i els pentinats siguin massa polits, és tot això que és present en les meves pel·lícules». I encara hi afegí que «tinc l’obsessió perquè la forma estigui al servei del fons. Un film reeixit és quan el muntatge, la imatge, els actors, i l’escena fan una sola cosa. En totes les pel·lícules busco una cosa molt compacta. No es tracta de fer-se l’interessant amb el cinema, sinó d’estar al servei del cinema».

## Filmografia
Cédric Kahn ha dirigit les següents pel·lícules:
- 1990 : Les Dernières Heures du millénaire (curtmetratge)
- 1991 : Bar des rails
- 1994 : Trop de bonheur (Premi Jean Vigo, i Premi de la Juventut a Canes 1994)
- 1996 : Culpabilité zéro (telefilm)
- 1998 : L'Ennui (Premi Louis Delluc a la millor pel·lícula)
- 2001 : Roberto Succo (nominada per a la Palma d'Or a la millor pel·lícula del festival de Canes 2001)
- 2004 : Feux rouges (nominada per a l'Ós d'Or al 54è festival de Berlín, i nominada per al Premi Independent Spirit a la millor pel·lícula estrangera)
- 2005 : L'Avion
- 2009 : Les Regrets
- 2012 : Une vie meilleure
- 2014 : Vie sauvage (Premi Especial del Jurat al Festival Internacional de Cinema de Sant Sebastià)
- 2018 : La Prière
- 2019 : Fête de famille
- 2023 : Le Procès Goldman (presentada a l'obertura de la Quinzena dels cineastes a Canes 2023)
- 2023 : Making of (presentada fora de competició al 80è festival de Venècia)